# Casa del Tren
La Casa del Tren, antigament dit Hostal del Trenc, és un mas al municipi de Parets del Vallès (Vallès Oriental) protegit com a bé cultural d'interès local. No es coneix l'antiguitat d'aquesta masia però es creu que és una de les més antigues del poble. Antigament estava situada sobre el Camí Ral i servia com a hostal. Actualment hi viuen quatre famílies.
Masia orientada cap a l'est, té teulada a dues vessants, la seva part superior és plana. Consta de planta, pis i golfes. La porta principal és quadrada i adovellada. Dues finestres del primer pis són de pedra d'arc pla i la col·locada a la dreta és gòtica i aguantada per dos imatges. A la part central de les golfes hi ha uns arcs que formen tres finestres, els seus extrems tenen un arc cec. Entre la planta i el pis hi ha un rellotge del sol circular. Als costats de l'edifici hi ha edificis adossats que serveixen com a magatzems.